# پاراسنتز

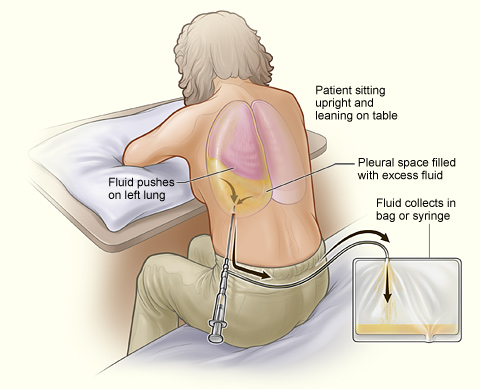
پاراسنتز (توراکوسنتز) پلورال (جنب) سمت چپ

پاراسنتز (به انگلیسی: Paracentesis) یا مایع‌کِشی، در پزشکی روشی برای نمونه‌گیری یا خارج نمودن (درناژ) مایع از یکی از حفره‌های بدن و به‌خصوص از حفره شکمی است. گاهی به صورت تخصصی واژه‌های توراکوسنتز یا توراسنتز (زهکشی سینه) و پریکاردیوسنتز (زهکشی پریکارد) به‌کار می‌روند. تخلیهٔ مایع غیرطبیعی از حفرهٔ شکم را، کشیدن مایع شکم می‌گویند.

## کاربرد
پاراسنتز در درمان یا تشخیص‌های پزشکی کاربردهای زیر را دارد:
- کاستن از فشار شکمی در موارد آسیت
- تشخیص وجود باکتری عامل پریتونیت و عفونت‌های مشابه
- تشخیص متاستاز سرطان
- تشخیص خونریزی در فضای صفاقی پس از یک تروما
- کاهش فشار کرهٔ چشم در موارد خاص مثل گلوکوم[۴]

## پاراسنتز در آسیت
یک روش ساده که در مطب انجام گرفته و بدون خطر است هرچند درصد بسیار کوچکی از احتمال ایجاد عفونت به‌علت خونریزی بیش از حد یا سوراخ شدن روده وجود دارد که برخی از این خطرات را می‌توان تا حد زیادی با استفاده از کنترل جهت سوزن با استفاده از دستگاه سونوگرافی (فراصوت) به حداقل رساند.
بیمار باید قبل از عمل، ادرار کرده یا با استفاده از فولی، مثانه را تخلیه کرد. موقعیت بیمار در تخت با سر بالا در ۴۵ درجه اجازه می‌دهد تا مایع در قسمت تحتانی شکم تجمع یابد. پس از ضدعفونی کردن سطح شکم با محلول ضدعفونی‌کننده و بی‌حسی موضعی، پزشک با وارد کردن یک سوزن (همراه با یک غلاف پلاستیکی) ۲ تا ۵ سانتیمتر درون صفاق و سپس خارج کردن سوزن از غلاف پلاستیکی اجازه می‌دهد تا تخلیهٔ مایع انجام شود. مایع را می‌توان با کمک نیروی جاذبه یا با اتصال به یک بطری خلاً خارج کرد. حداکثر تا یازده لیتر از مایع ممکن است طی عمل خارج شود. اگر درناژ مایع بیش از ۵ لیتر است، بهتر است به منظور جلوگیری از افت فشار خون بیمار، سرم وریدی آلبومین تجویز گردد. این روش بدون درد است و بیمار نیاز به هیچ نوع آرام‌بخشی ندارد و اگر سرگیجه ندارد با کنترل فشار خون می‌تواند مرخص شود.

## شرایط منع شده
در حالت‌های زیر به‌علت خطر خونریزی نباید پاراسنتز انجام شود:
- پی‌تی خون> ۲۱ ثانیه
- ای‌ان‌آر> ۱٫۶
- شمارش پلاکت <۵۰۰۰۰ میلی‌متر مکعب